# Pusztaklit
Pusztaklit (Clit) település Romániában, a Partiumban, Arad megyében.

## Fekvése
A Béli-hegység alatt, Béltől északkeletre fekvő település.

## Története
Pusztaklitt, Klitt nevét 1692-ben említette először oklevél Klit néven. 1808-ban div. Klitt, 1828-ban Klit, 1863-ban Klitt, 1873-ban Klitti, 1880-ban Klittpuszta, 1863-ban Bihar vármegye Szalontai járásához tartozó puszta; Kumanyesd néven. 
Pusztaklitt, Kumányesd a nagyváradi 1. sz. püspök birtoka volt, aki még a 20. század elején is birtokos volt itt.
1873-ban és 1890-ben Bihar vármegye Béli járásához tartozott Kumányesd néven, a járás egyik körjegyzősége volt, 1913-ban Pusztaklitt néven írták.
Korábban Bélhagymás része volt.
1930-ban 226 lakosából 222 román, 3 magyar, 1 szlovák volt. 1966-ban 204 lakosából 198 román volt. A 2002-es népszámláláskor 95 román lakost számoltak itt össze.

## Nevezetességek
- Görög keleti temploma 1800-ban épült.